# Сан Хосе Куче (Мерида)
Сан Хосе Куче (шп. San José Kuché) насеље је у Мексику у савезној држави Јукатан у општини Мерида. Насеље се налази на надморској висини од 9 м.

## Становништво
Према подацима из 2010. године у насељу је живело 7 становника.

### Хронологија
| Година       | 2000        | 2005        | 2010 |
| ------------ | ----------- | ----------- | ---- |
| Становништво | 20 (9 / 11) | 23 (14 / 9) | 7    |

### Попис
| # | Индикатор                     | Вредност |
| - | ----------------------------- | -------- |
| 1 | Укупно домаћинстава           | 2        |
| 2 | Укупно насељених домаћинстава | 2        |
| 3 | Величина локације             | 1        |